# Lista episoadelor din Jessie
Jessie (serial TV) este un serial difuzat pe Disney Channel din 30 septembrie în America (10 martie 2012 Romania). Sezonul doi a avut premiere în America pe data de 5 octombrie 2012. Jessie Prescott (Debby Ryan), o fată de 18 ani venită din Texas vine la New York pentru a-și împlini visul.Sperând să aibă o super slujbă da de ocazia de a fi bona a patru copii : Emma 
(Peyton List) o fată de 13 ani, copie a mamei ei Christina Ross fotomodel și designer, Luke (Cameron Boyce) un ștrengar de 12 ani foarte leneș, Ravi, venit din India și prietenul lui cel mai bun e o șopârlă, iar Zuri, o fată de clasa a doua foarte comică.
Note: Ordinea următoarelor episoade este scrisă în funcție de ordinea difuzării din Statele Unite ale Americii, care are mici diferențe față de ordinea difuzării din România ; Datele scrise lângă sezon sunt datele din România, care au diferențe față de datele din America.

## Tabelul episoadelor
| Sezon | Sezon | Episoade | Difuzare originală | Difuzare originală | Difuzare România   | Difuzare România | Difuzare România |
| Sezon | Sezon | Episoade | Premieră sezon     | Final sezon        | Premieră sezon     | Final sezon      |                  |
| ----- | ----- | -------- | ------------------ | ------------------ | ------------------ | ---------------- | ---------------- |
|       | 1     | 26       | 30 septembrie 2011 | 7 septembrie 2012  | 10 martie 2012     | 2 februarie 2013 |                  |
|       | 2     | 26       | 5 octombrie 2012   | 13 septembrie 2013 | 16 martie 2013     | 18 ianuarie 2014 |                  |
|       | 3     | 26       | 5 octombrie 2013   | 28 noiembrie 2014  | 22 februarie 2014  | 2 mai 2015       |                  |
|       | 4     | 20       | 9 ianuarie 2015    | 16 octombrie 2015  | 12 septembrie 2015 | 16 mai 2016      |                  |

## Lista episoadelor

### Sezonul 1 (2011-12)
| Nr. episodului (în serial) | Nr. episodului (în sezon) | Titlu                                                                         | Regizat de             | Scris de                              | Premiera originală | Premiera în România | Cod |
| -------------------------- | ------------------------- | ----------------------------------------------------------------------------- | ---------------------- | ------------------------------------- | ------------------ | ------------------- | --- |
| 1                          | 1                         | „New York, noua dădacă” „New York, New Nanny”                                 | Bob Koherr             | Pamela Eells O'Connell                | 30 septembrie 2011 | 10 martie 2012      | 101 |
| 2                          | 2                         | „Talentele domnului Kipling” „The Talented Mr. Kipling”                       | Bob Koherr             | Valerie Ahern și Christian McLaughlin | 7 octombrie 2011   | 10 martie 2012      | 103 |
| 3                          | 3                         | „Karma Folosită” „Used Karma”                                                 | Bob Koherr             | Silvia Olivas                         | 14 octombrie 2011  | 11 martie 2012      | 102 |
| 4                          | 4                         | „Ceaiul zombie de la ora 5” „Zombie Tea Party 5”                              | Shelley Jensen         | Adam Lapidus                          | 21 octombrie 2011  | 17 martie 2012      | 104 |
| 5                          | 5                         | „O zi magică” „One Day Wonders”                                               | Phill Lewis            | Tim Maile și Douglas Tuber            | 28 octombrie 2011  | 24 martie 2012      | 105 |
| 6                          | 6                         | „Vechiul nou prieten al lui Zuri” „Zuri's New Old Friend”                     | Leonard R. Garner, Jr. | Sally Lapiduss și Erin Dunlap         | 4 noiembrie 2011   | 7 aprilie 2012      | 107 |
| 7                          | 7                         | „Connie cea ciudată” „Creepy Connie Comes a Callin'”                          | Phill Lewis            | Eric Schaar și David J. Booth         | 18 noiembrie 2011  | 21 aprilie 2012     | 109 |
| 8                          | 8                         | „Poveste de Crăciun” „Christmas Story”                                        | Phill Lewis            | Pamela Eells O'Connell                | 9 decembrie 2011   | 12 decembrie 2012   | 106 |
| 9                          | 9                         | „Războiul stelelor” „Star Wars”                                               | Bob Koherr             | Tim Maile și Douglas Tuber            | 6 ianuarie 2012    | 19 mai 2012         | 114 |
| 10                         | 10                        | „Ești mai tare decât cineva dintr-a 5-a?” „Are You Cooler than a 5th Grader?” | Kevin Chamberlin       | Valerie Ahern și Christina McLaughlin | 20 ianuarie 2012   | 26 mai 2012         | 111 |
| 11                         | 11                        | „Luați trenul acela ... cred?” „Take the A-Train... I Think?”                 | Sean McNamara          | Adam Lapidus                          | 27 ianuarie 2012   | 2 iunie 2012        | 110 |
| 12                         | 12                        | „Romanța coroanei” „Romancing the Crone”                                      | Bob Koherr             | Valerie Ahern și Christian McLaughlin | 10 februarie 2012  | 9 iunie 2012        | 112 |
| 13                         | 13                        | „Prințesa și bobul de mazăre” „The Princess and the Pea Brain”                | Bob Koherr             | Pamela Eells O'Connell                | 24 februarie 2012  | 16 iunie 2012       | 113 |
| 14                         | 14                        | „Internetul minciunilor” „World Wide Web of Lies”                             | Leonard R. Garner, Jr. | Sally Lapiduss și Erin Dunlap         | 9 martie 2012      | 23 iunie 2012       | 108 |
| 15                         | 15                        | „Îmblânzitoarea de copii” „The Kid Whisperer”                                 | Bob Koherr             | Sally Lapiduss                        | 30 martie 2012     | 30 iunie 2012       | 115 |
| 16                         | 16                        | „Situație cu lipici” „Glue Dunnit: A Sticky Situation”                        | Victor Gonzalez        | Valerie Ahern și Christian McLaughlin | 13 aprilie 2012    | 15 septembrie 2012  | 118 |
| 17                         | 17                        | „Nelegiuții” „Badfellas”                                                      | Victor Gonzalez        | Eric Schaar și David J. Booth         | 27 aprilie 2012    | 26 iulie 2012       | 120 |
| 18                         | 18                        | „Frumoasa și bestiile” „Beauty & the Beasts”                                  | Phill Lewis            | Pamela Eells O'Connell                | 4 mai 2012         | 14 iulie 2012       | 122 |
| 19                         | 19                        | „Răutate la pătrat” „Evil Times Two”                                          | Bob Koherr             | Adam Lapidus                          | 11 mai 2012        | 11 august 2012      | 116 |
| 20                         | 20                        | „Vijelia dintr-o ceașcă de ceai” „Tempest in a Teacup”                        | Victor Gonzalez        | Sally Lapiduss și Erin Dunlap         | 8 iunie 2012       | 25 august 2012      | 119 |
| 21                         | 21                        | „Toaleta păpușilor” „A Doll's Outhouse”                                       | Phill Lewis            | Valerie Ahern și Christian McLaughlin | 22 iunie 2012      | 24 noiembrie 2012   | 121 |
| 22                         | 22                        | „Am făcut-o de oaie” „We Are So Grounded”                                     | Eric Dean Seaton       | Valerie Ahern și Christian McLaughlin | 13 iulie 2012      | 5 ianuarie 2013     | 124 |
| 23                         | 23                        | „Căderea cortinei și Connie cea ciudată” „Creepy Connie's Curtain Call”       | Leonard R. Garner, Jr. | Adam Lapidus                          | 26 iulie 2012      | 6 octombrie 2012    | 123 |
| 24                         | 24                        | „Strigătele bivolilor și pereții groazei” „Cattle Calls & Scary Walls”        | Leonard R. Garner, Jr. | Sally Lapiduss și Erin Dunlap         | 10 august 2012     | 8 septembrie 2012   | 126 |
| 25                         | 25                        | „Ziua în care am sosit” „Gotcha Day”                                          | Victor Gonzalez        | David J. Booth și Eric Schaar         | 24 august 2012     | 19 ianuarie 2013    | 117 |
| 26                         | 26                        | „Viața secretă a domnului Kipling” „The Secret Life of Mr. Kipling”           | Eric Dean Seaton       | Pamela Eells O'Connell                | 7 septembrie 2012  | 2 februarie 2013    | 125 |

### Sezonul 2 (2012-13)
| Nr. episodului (în serial) | Nr. episodului (în sezon) | Titlu                                                                                        | Regizat de       | Scris de                                  | Premiera originală | Premiera în România | Cod     |
| -------------------------- | ------------------------- | -------------------------------------------------------------------------------------------- | ---------------- | ----------------------------------------- | ------------------ | ------------------- | ------- |
| 27                         | 1                         | „Văicăreala” „The Whining”                                                                   | Rich Correll     | Eric Schaar și David J. Booth             | 5 octombrie 2012   | 16 martie 2013      | 201     |
| 28                         | 2                         | „Monstrul numit gelozie” „Green-Eyed Monsters”                                               | Rich Correll     | Valerie Ahern și Christian McLaughlin     | 26 octombrie 2012  | 16 martie 2013      | 202     |
| 29                         | 3                         | „Toți avem cu noi și prieteni vechi și prieteni noi” „Make New Friends, but Hide the Old”    | Phill Lewis      | Sally Lapiduss și Erin Dunlap             | 2 noiembrie 2012   | 23 martie 2013      | 203     |
| 30                         | 4                         | „101 șopârle” „101 Lizards”                                                                  | Bob Koherr       | Sally Lapiduss și Erin Dunlap             | 9 noiembrie 2012   | 30 martie 2013      | 205     |
| 31                         | 5                         | „Aiureala la modă” „Trashin' Fashion”                                                        | Phill Lewis      | Valerie Ahern și Christian McLaughlin     | 30 noiembrie 2012  | 6 aprilie 2013      | 204     |
| 32                         | 6                         | „Revelionul starurilor cu Austin & Jessie & Ally” „Austin & Jessie & Ally All Star New Year” | Bob Koherr       | Wayne Conley, Mike Montesano și Ted Zizik | 7 decembrie 2012   | 2 iunie 2014        | 207     |
| 33                         | 7                         | „Problema cu Tessie” „The Trouble with Tessie”                                               | Bob Koherr       | David J. Booth și Eric Schaar             | 11 ianuarie 2013   | 20 aprilie 2013     | 206     |
| 34                         | 8                         | „Spune da la rochia aia” „Say Yes to the Messy Dress”                                        | Kevin Chamberlin | Adam Lapidus                              | 18 ianuarie 2013   | 27 aprilie 2013     | 208     |
| 35                         | 9                         | „Teribilele pasiuni ale profei” „Teacher's Pest”                                             | Shannon Flynn    | Erin Dunlap și Sally Lapiduss             | 1 februarie 2013   | 11 mai 2013         | 210     |
| 36                         | 10                        | „Jessie pe marele ecran” „Jessie's Big Break”                                                | Bob Koherr       | Adam Lapidus                              | 15 februarie 2013  | 1 iunie 2013        | 216-217 |
| 37                         | 11                        | „Panică și inele” „Pain in the Rear Window”                                                  | Bob Koherr       | Adam Lapidus                              | 1 martie 2013      | 10 august 2013      | 209     |
| 38                         | 12                        | „Jucăria mea, jucăria ta” „Toy Con”                                                          | Bob Koherr       | Michele McGee și Rick Williams            | 8 martie 2013      | 17 august 2013      | 212     |
| 39                         | 13                        | „Să fiu sau să nu fiu eu” „To Be Me or Not to Be Me”                                         | Bob Koherr       | Pamela Eells O'Connell                    | 5 aprilie 2013     | 24 august 2013      | 211     |
| 40                         | 14                        | „De ce se îndrăgostesc oamenii?” „Why Do Foils Fall in Love?”                                | Rich Correll     | Mike Montesano și Ted Zizik               | 19 aprilie 2013    | 5 octombrie 2013    | 214     |
| 41                         | 15                        | „Copiilor nu le plac fițele” „Kids Don't Wanna Be Shunned”                                   | Rich Correll     | Erin Dunlap și Sally Lapiduss             | 26 aprilie 2013    | 12 octombrie 2013   | 215     |
| 42                         | 16                        | „Toate mișcările regelui” „All the Knight Moves”                                             | Shannon Flynn    | Ted Zizik și Mike Montesano               | 3 mai 2013         | 26 octombrie 2013   | 219     |
| 43                         | 17                        | „ Noi nu avem nevoie de ecusoane ” „We Don't Need No Stinkin' Badges”                        | Shannon Flynn    | Pamela Eells O'Connell                    | 7 iunie 2013       | 2 noiembrie 2013    | 223     |
| 44                         | 18                        | „ Cu iepure sau fără ” „Somebunny's in Trouble”                                              | Amanda Bearse    | Pamela Eells O'Connell                    | 21 iunie 2013      | 16 noiembrie 2013   | 221     |
| 45                         | 19                        | „Dragoste cu punch” „Punch Dumped Love”                                                      | Bob Koherr       | Leigha Barr și Pete Szillagyl             | 28 iunie 2013      | 30 noiembrie 2013   | 213     |
| 46                         | 20                        | „Sunt un koalaholic” „Quitting Cold Koala”                                                   | Amanda Bearse    | Valerie Ahern și Christian McLaughlin     | 5 iulie 2013       | 14 decembrie 2013   | 218     |
| 47                         | 21                        | „Camera de atac de panică ” „Panic Attack Room”                                              | Rich Correll     | Eric Schaar și David J. Booth             | 5 iulie 2013       | 21 decembrie 2013   | 224     |
| 48                         | 22                        | „Arunc-o pe mama de pe scena” „Throw Momma from the Terrace”                                 | Rich Correll     | David J. Booth și Eric Schaar             | 12 iulie 2013      | 1 ianuarie 2014     | 222     |
| 49                         | 23                        | „Jessi-naorul : Ziua judecății” „The Jessie-nator: Grudgement Day”                           | Rich Correll     | Eric Schaar și David J. Booth             | 26 iulie 2013      | 7 decembrie 2013    | 220     |
| 50                         | 24                        | „Jurnalul unei jurnaliste nebune” „Diary of a Mad Newswoman”                                 | Rich Correll     | Adam Lapidus                              | 9 august 2013      | 11 ianuarie 2014    | 226     |
| 51                         | 25                        | „Despartire cu cantec” „Break-Up and Shape-Up”                                               | Rich Correll     | Sally Lapiduss                            | 23 august 2013     | 4 ianuarie 2014     | 225     |
| 52                         | 26                        | „Soldat Jessie” „G.I. Jessie”                                                                | Rich Correll     | Pamela Eells O'Connell                    | 13 septembrie 2013 | 18 ianuarie 2014    | 227-228 |

### Sezonul 3 (2013-14)
| Nr. episodului (în serial) | Nr. episodului (în sezon) | Titlu                                                                                               | Regizat de                  | Scris de                                                           | Premiera originală | Premiera în România | Cod     |
| -------------------------- | ------------------------- | --------------------------------------------------------------------------------------------------- | --------------------------- | ------------------------------------------------------------------ | ------------------ | ------------------- | ------- |
| 53                         | 1                         | „Alergătorii de fantome” „Ghost Bummers”                                                            | Rich Correll                | David J. Booth și Eric Schaar                                      | 5 octombrie 2013   | 22 februarie 2014   | 301     |
| 54                         | 2                         | „Prinsă cu mâna mov” „Caught Purple Handed”                                                         | Rich Correll                | Mike Montesano și Ted Zizik                                        | 11 octombrie 2013  | 1 martie 2014       | 302     |
| 55                         | 3                         | „Prizionera de pe terasă” „Understudied and Overdone”                                               | Joel Zwick                  | Sally Lapiduss și Erin Dunlap                                      | 18 octombrie 2013  | 8 martie 2014       | 303     |
| 56                         | 4                         | „Întâlnire oarbă, cină neașteptată și maimuță” „The Blind Date, the Cheapskate and the Primate”     | Rich Correll                | David J. Booth și Eric Schaar                                      | 1 noiembrie 2013   | 15 martie 2014      | 305     |
| 57                         | 5                         | „Solz de șopârlă și luptă la sol” „Lizard Scales and Wrestling Tales”                               | Rich Correll                | Mike Montesano și Ted Zizik                                        | 15 noiembrie 2013  | 22 martie 2014      | 304     |
| 58                         | 6                         | „Familia Ross pentru viața reală” „The Rosses Get Real”                                             | Shannon Flynn               | Adam Lapidus                                                       | 22 noiembrie 2013  | 5 aprilie 2014      | 307     |
| 59                         | 7                         | „Baftă Jessie Crăciun New York” „Good Luck Jessie: NYC Christmas”                                   | Phill Lewis și Rich Correll | Bo Belanger, Jonah Kuehner, Valerie Ahern și Christian McLaughlin  | 29 noiembrie 2013  | 1 mai 2014          | 306     |
| 60                         | 8                         | „Serios...asta numești tu dans” „Krumping and Crushing”                                             | Bob Koherr                  | Valerie Ahern și Christian McLaughlin                              | 10 ianuarie 2014   | 3 mai 2014          | 309     |
| 61                         | 9                         | „Petrecerea sofisticată a Emmei” „Hoedown Showdown”                                                 | Lauren Breiting             | Pamela Eells O'Connell                                             | 21 februarie 2014  | 19 aprilie 2014     | 308     |
| 62                         | 10                        | „Snag atack” „Snack Attack”                                                                         | Maxine Lapiduss             | Sally Lapiduss și Erin Dunlap                                      | 7 martie 2014      | 17 mai 2014         | 310     |
| 63                         | 11                        | „Connie cea ciudată a treia întâlnire ciudată” „Creepy Connie 3: The Creepening”                    | Joel Zwick                  | David J. Booth și Eric Schaar                                      | 11 aprilie 2014    | 26 iulie 2014       | 311     |
| 64                         | 12                        | „Actorie cu prieteni sau dușmani” „Acting with the Frenemy”                                         | Sean Lambert                | Mike Montesano și Ted Zizik                                        | 27 aprilie 2014    | 20 octombrie 2014   | 312     |
| 65                         | 13                        | „De la casa albă la casa noastră” „From the White House to Our House”                               | Rich Correll                | Pamela Eells O'Connell                                             | 16 mai 2014        | 26 octombrie 2014   | 319     |
| 66                         | 14                        | „Nu angajăm personal” „Help Not Wanted”                                                             | Steve Hoefer                | Sally Lapiduss și Erin Dunlap                                      | 13 iunie 2014      | 2 noiembrie 2014    | 313     |
| 67                         | 15                        | „Dragostea e un dădac” „Where's Zuri?”                                                              | Rich Correll                | Mike Montesano și Ted Zizik                                        | 20 iunie 2014      | 23 noiembrie 2014   | 317     |
| 68                         | 16                        | „Graba de dimineață” „Morning Rush”                                                                 | Kevin Chamberlin            | Valerie Ahern și Christian McLaughlin                              | 27 iunie 2014      | 7 martie 2015       | 314     |
| 69                         | 17                        | „Familia Ross vs. Viața reală” „Lights, Camera, Distraction!”                                       | Lauren Breiting             | Adam Lapidus                                                       | 11 iulie 2014      | 14 martie 2015      | 315     |
| 70                         | 18                        | „Pierduți în spațiu” „Spaced Out”                                                                   | Rich Corell                 | Adam Lapidus                                                       | 25 iulie 2014      | 29 noiembrie 2014   | 318     |
| 71                         | 19                        | „Rața vorbăreață” „The Telltale Duck”                                                               | Leigh-Allyn Baker           | Pamela Eells O'Connell                                             | 8 august 2014      | 21 martie 2015      | 316     |
| 72                         | 20                        | „Cafeaua vorbitoare” „Coffee Talk”                                                                  | Debby Ryan                  | Jessica Lopez                                                      | 22 august 2014     | 28 martie 2015      | 327     |
| 73                         | 21                        | „În trăsuri și New York City” „Between the Swoon and New York City”                                 | Jon Rosenbaum               | Erin Dunlap și Sally Lapiduss                                      | 19 septembrie 2014 | 4 aprilie 2015      | 323     |
| 74                         | 22                        | „Fără bani, cu „probleme”” „No Money, Mo' Problems”                                                 | Victor Gonzalez             | Adam Lapidus                                                       | 26 septembrie 2014 | 11 aprilie 2015     | 324     |
| 75                         | 23                        | „Mireasa fugară a lui Frankenstein” „The Runaway Bride of Frankenstein”                             | Bob Koherr                  | Vanessa Mancos                                                     | 2 octombrie 2014   | 18 aprilie 2015     | 325     |
| 76                         | 24                        | „Pleacă mireasa” „There Goes the Bride”                                                             | Bob Koherr                  | Pamela Eells O'Connell                                             | 10 octombrie 2014  | 25 aprilie 2015     | 326     |
| 77                         | 25                        | „Cursa spre comoară” „Ride to Riches”                                                               | Bob Koherr                  | Leigha Barr și Pete Szillagyl                                      | 21 noiembrie 2014  | 2 mai 2015          | 320     |
| 78                         | 26                        | „Jessie și Crăciunul ei în Hawaii cu Parker și Joey” „Jessie's Aloha-holidays with Parker and Joey” | Shannon Flynn               | Valerie Ahern, Christian McLaughlin, David J. și Booth Eric Schaar | 28 noiembrie 2014  | 12 decembrie 2014   | 321-322 |

### Sezonul 4 (2015)
| Nr. episodului (în serial) | Nr. episodului (în sezon) | Titlu                                                 | Regizat de       | Scris de                                 | Premiera originală | Premiera în România | Cod |
| -------------------------- | ------------------------- | ----------------------------------------------------- | ---------------- | ---------------------------------------- | ------------------ | ------------------- | --- |
| 79                         | 1                         | „Dar Africa e de Fari” „But Africa Is So... Fari”     | Rich Correll     | Eric Schaar                              | 9 ianuarie 2015    | 12 septembrie 2015  | 402 |
| 80                         | 2                         | „Pe muchie de cuțit” „A Close Shave”                  | Shannon Flynn    | Valerie Ahern și Christian McLaughlin    | 16 ianuarie 2015   | 19 septembrie 2015  | 401 |
| 81                         | 3                         | „Patru copii lefteri” „Four Broke Kids”               | Kevin Chamberlin | Pamela Eells O'Connell                   | 6 februarie 2015   | 26 septembrie 2015  | 410 |
| 82                         | 4                         | „Farse și poante” „Moby and SCOBY”                    | Bob Koherr       | Pamela Eells O'Connell                   | 20 februarie 2015  | 3 octombrie 2015    | 404 |
| 83                         | 5                         | „Copilul katastrofă” „Karate Kid-tastophe”            | Bob Koherr       | Adam Lapidus                             | 27 martie 2015     | 10 octombrie 2015   | 403 |
| 84                         | 6                         | „Coșuri de picnic” „Basket Cases”                     | Rich Correll     | Adam Lapidus                             | 28 martie 2015     | 17 octombrie 2015   | 405 |
| 85                         | 7                         | „Prindeți steagul” „Capture the Nag”                  | Rich Correll     | Mike Montesano și Ted Zizik              | 7 aprilie 2015     | 24 octombrie 2015   | 409 |
| 86                         | 8                         | „What a Steal”                                        | Phill Lewis      | Valerie Ahern și Christian McLaughlin    | 17 aprilie 2015    | 31 octombrie 2015   | 413 |
| 87                         | 9                         | „Condus cu peripeții” „Driving Miss Crazy”            | Rich Correll     | Mike Montesano și Ted Zizik              | 24 aprilie 2015    | 7 noiembrie 2015    | 408 |
| 88                         | 10                        | „Pa pa Bertie ” „Bye Bye Bertie”                      | Debby Ryan       | Sally Lapiduss și Erin Dunlap            | 15 mai 2015        | 14 noiembrie 2015   | 407 |
| 89                         | 11                        | „Rossed at Sea, Part 1”                               | Rich Correll     | Joshua Corey și Brian Katz               | 5 iunie 2015       | 30 ianuarie 2016    | 414 |
| 90                         | 12                        | „Rossed at Sea, Part 2”                               | Rich Correll     | Mike Montesano și Ted Zizik              | 6 iunie 2015       | 6 februarie 2016    | 415 |
| 91                         | 13                        | „Rossed at Sea, Part 3”                               | Rich Correll     | Joshua Corey și Brian Kratz              | 7 iunie 2015       | 13 februarie 2016   | 416 |
| 92                         | 14                        | „Dans, dans rezoluție ” „Dance, Dance Resolution”     | Debby Ryan       | Sally Lapiduss și Erin Dunlap            | 10 iulie 2015      | 20 februarie 2016   | 412 |
| 93                         | 15                        | „Cine a luat peruca ” „Someone Has Tou-pay”           | Rich Correll     | Valerie Ahern și Christian McLaughlin    | 24 iulie 2015      | 27 februarie 2016   | 406 |
| 94                         | 16                        | „Hoții de identitate ” „Identity Thieves”             | Debby Ryan       | Monica Contreras și Jess Pineda          | 11 septembrie 2015 | 5 martie 2016       | 417 |
| 95                         | 17                        | „Katch Kipling”                                       | Lauren Breiting  | Adam Lapidus                             | 18 septembrie 2015 | 12 martie 2016      | 418 |
| 96                         | 18                        | „The Ghostest with the Mostest”                       | Rich Correll     | Sally Lapiduss și Erin Dunlap            | 2 octombrie 2015   | 26 martie 2016      | 411 |
| 97                         | 19                        | „Teama de stele” „The Fear in Our Stars”              | Bob Koherr       | Joshua Corey, Brian Kratz și Eric Schaar | 9 octombrie 2015   | 19 martie 2016      | 419 |
| 98                         | 20                        | „Jessie merge la Hollyood” „Jessie Goes to Hollywood” | Bob Koherr       | Pamela Eells O'Connell                   | 16 octombrie 2015  | 16 mai 2016         | 420 |